# تراژدی آدم مضحک
تراژدی آدم مضحک (ایتالیایی: La tragedia di un uomo ridicolo) یک فیلم کمدی ایتالیایی به کارگردانی برناردو برتولوچی محصول سال ۱۹۸۲ است که جایزه بهترین بازیگر مرد جشنواره فیلم کن را برای اوگو تونیاتسی به ارمغان آورد.

## بازیگران
- اوگو تونیاتسی
- آنوک امه
- لائورا مورانته
- ریکی توناتزی
- ویتوریو کاپریولی
- رناتو سالواتوری
- دن باکی
- اُلیمپیا کارلیزی
- ویکتور کاوالو